# Ophiomyia punctohalterata
Ophiomyia punctohalterata este o specie de muște din genul Ophiomyia, familia Agromyzidae, descrisă de Frost în anul 1936. Conform Catalogue of Life specia Ophiomyia punctohalterata nu are subspecii cunoscute.